# Paul Pontallier
Paul Pontallier, né le 22 avril 1956 à Caudéran et mort le 27 mars 2016 à Bordeaux,, est un œnologue français. Il fut durant 26 ans le directeur général de Château Margaux.

## Biographie
Paul Pontallier a passé sa jeunesse au domaine viticole de ses parents propriétaires du Château La Loge Saint-Léger à Sainte-Foy-la-Grande, en AOC Bordeaux Supérieur. Après avoir été diplômé en 1975 de l’Institut National Agronomique de Paris Grignon, Paul se spécialisa en viticulture et œnologie à Montpellier.
En 1978 il revient à Bordeaux pour terminer ses études universitaires, grâce à une thèse sur les conditions d’élevage des vins rouges en barrique sous l’autorité d’Émile Peynaud, il obtient un doctorat à l’Institut d’œnologie de Talence en 1981. Il effectue son service national au Chili en enseignant l'œnologie à l'Université catholique de Santiago.
Recommandé par son professeur Émile Peynaud, Corinne Mentzelopoulos décide de l'embaucher, il entre alors au Château Margaux en 1983 à l'âge de 27 ans,,. De 1983 à 1990, il seconde Phillipe Barré directeur général du domaine, après le départ en retraite de Phillipe Barré, Paul Pontallier est nommé directeur général de Château Margaux en 1990.
En 1984, il fonde avec son ami et associé Bruno Prats le domaine Paul Bruno dans la Vallée de Maipo au Chili, auquel se joint un ami chilien d'origine française, Felipe de Solminihac (agronome et œnologue). Ils acquièrent 18 hectares en 1990 dans un coteau se trouvant au piémont de la cordillère des Andes à 700 mètres d'altitude dans le Alto Maipo (en), et crée le domaine Viña Aquitania, puis Ghislain de Montgolfier (président de Champagne Bollinger, puis président de l’Union des Maisons de Champagne de 2007 à 2013) les rejoindra en 2002,.
Après le décès de Paul Pontallier, les associés de Viña Aquitania continuent l'aventure chilienne avec ses quatre enfants : Guillaume, Thibault, Alice et Antoine.
En 2000, il crée un département de Recherche et de Développement au Château Margaux,,.
À l'âge de 59 ans, il succombe le 27 mars 2016 à un cancer.